# Jeanette Loff

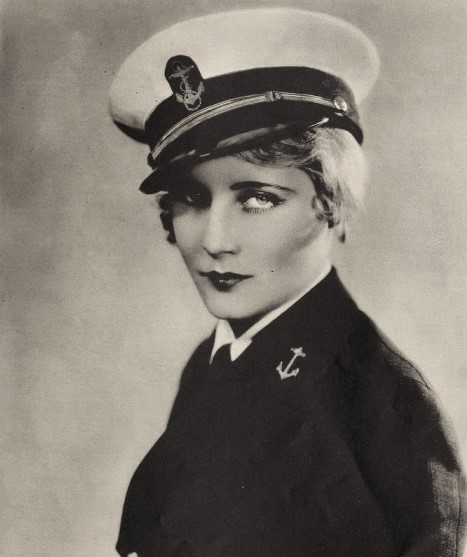
Jeanette Loff (1929)

Jeanette Loff (eigentlich Janette Clarinda Lov; * 9. Oktober 1906 in Orofino, Idaho; † 4. August 1942 in Los Angeles, Kalifornien) war eine US-amerikanische Schauspielerin und Sängerin, die von 1926 bis 1934 in Filmen von Pathé Exchange und den Universal Studios mitwirkte. Ihr früher Tod durch eine Ammoniak-Vergiftung konnte nie vollständig aufgeklärt werden.

## Leben
Jeanette Loff wurde als ältesten von fünf Kindern des dänischstämmigen Farmers und Barbiers Marius Lov und seiner Frau Inga geboren. Loff wuchs in der kleinen Gemeinde Ottertail in Minnesota auf, ehe die Familie 1912 ins kanadische Wadena, einer Provinz in Saskatchewan, zog.
Mit elf Jahren begann Jeanette Loff ihre ersten Engagements an lokalen Theatern. So spielte sie unter anderem die Titelrolle in einer Aufführung von Schneewittchen. Mit 16 wurde Loff als Lyrischer Sopran ausgebildet, was ihr eine Hauptrolle in der Oper Treasure Hunters einbrachte. Währenddessen absolvierte sie ihren Schulabschluss. Die Familie zog nach Portland (Oregon), um Loff eine Ausbildung an der dortigen Musikschule Ellison-White Conservatory of Music zu ermöglichen. Unter dem Künstlernamen Jan Lov trat sie an lokalen Theatern als Sängerin und als Organistin auf.
1926 zog Jeanette Loff nach Los Angeles, um eine Karriere in der Filmbranche zu beginnen. Im Oktober desselben Jahres heiratete sie den Juwelier Harry K. Roseboom. Die Ehe wurde drei Jahre später wieder geschieden. Grund soll das aggressive Verhalten Rosebooms gegenüber seiner Frau gewesen sein.
Ihre ersten kleinen Rollen erhielt Loff 1926. 1927 war sie als Statistin im Stummfilm Onkel Tom’s Hütte zu sehen. Kurz darauf wurde Loff von Cecil B. DeMille für Pathé Exchange unter Vertrag genommen. Im späteren Verlauf ihrer Karriere drehte sie auch Filme für die Universal Studios. In den folgenden Jahren wurde Loff überwiegend als Ingenue besetzt. Ihre bekanntesten Rollen spielte sie als Sängerin in Der Jazzkönig und die weibliche Hauptrolle in Party Girl an der Seite von Douglas Fairbanks junior. 1928 eröffnete sie als Stargast die erste Santa Claus Lane Parade, die 1978 in Hollywood Christmas Parade umbenannt wurde und seitdem jährlich mit der Beteiligung zahlreicher Hollywood-Stars stattfindet. 1930 unterbrach Loff ihre Filmkarriere und kehrte für vier Jahre zum Theater zurück, da sie mit den in Hollywood angebotenen Rollen unzufrieden war.
1934 kehrte Loff kurzzeitig nach Hollywood zurück und drehte mehrere Filme, beendete jedoch noch im selben Jahr ihre Karriere endgültig. 1936 heiratete sie den Geschäftsmann Bert Friedlob, mit dem sie bis zu ihrem Tod verheiratet blieb.
Am 1. August 1942 nahm Jeanette Loff in ihrem Haus in Beverly Hills größere Mengen Ammoniak zu sich, durch die sie starke Verätzungen in Mund und Hals erlitt. Sie wurde in ein Krankenhaus in Los Angeles eingeliefert, wo sie drei Tage später im Alter von 35 Jahren an den Folgen einer Ammoniak-Vergiftung starb.
Der frühe Tod der ehemaligen Schauspielerin führte zu Spekulationen. Loff litt zum Zeitpunkt ihres Todes an einer Halserkrankung, weshalb eine Verwechslung des Ammoniaks mit einem Medikament in Betracht gezogen wurde. Den Gerichtsmedizinern gelang es nicht festzustellen, ob die tödliche Dosis versehentlich oder absichtlich verschluckt worden war. Es ist daher unklar, ob es sich um einen Unfall oder um Suizid handelt. Loffs Familie behauptete wiederum, sie sei ermordet worden. Jeanette Loff wurde auf dem Forest Lawn Memorial Park bestattet.

## Filmografie
- 1926: Young April
- 1926: The Collegians
- 1927: Onkel Tom’s Hütte (Uncle Tom’s Cabin)
- 1927: My Friend from India
- 1928: The Man Without a Face (Serial, gilt als verschollen)
- 1928: Hold ’Em Yale
- 1928: The Black Ace
- 1928: Man-Made Women
- 1928: Annapolis
- 1928: Love Over Night
- 1929: The Racketeer
- 1930: Party Girl
- 1930: The Boudoir Diplomat
- 1930: Schreckensnacht am Black River (Fighting Thru)
- 1930: Der Jazzkönig (King of Jazz)
- 1934: St. Louis Woman
- 1934: Hide-Out
- 1934: Flirtation